# Pocky & Rocky with Becky
Pocky & Rocky with Becky, conosciuto in Giappone come Kiki Kaikai Advance (奇々怪界あどばんす?), è un videogioco sparatutto sviluppato dalla Altron per il Game Boy Advance (GBA). Distribuito dalla Taito Corporation, venne esportato in Nord America dalla Natsume in North America. Rappresenta il terzo capitolo della saga Pocky & Rocky, iniziata nel 1986 con Kiki KaiKai.

## Modalità di gioco
Il gameplay è simile a quello degli altri giochi della serie. I giocatori selezionano un personaggio — Pocky ( (Sayo-chan (小夜ちゃん?)), Rocky ((Manuke  (魔奴化?)), o Becky (Miki-chan (美紀ちゃん?)).

## Trama
Molto tempo fa, un demone minacciò il Giappone e una fanciulla di un santuario riuscì a sigillarlo all'interno del tempio. Ora, il demone è riuscito a scappare e Pocky, Rocky e Becky devono sconfiggerlo prima che sia troppo tardi. 